# Kruk S.A.
Kruk S.A. ist ein polnischer Finanzdienstleister mit Sitz in Breslau.
Das Unternehmen ist ein Multi-Operator, das Dienstleistungen zur Schadensverhütung und zum Inkasso anbietet. Das Unternehmen unterteilt sein Geschäft in zwei Hauptgeschäftssegmente: den Schuldenkauf, einschließlich des Erwerbs notleidender Schuldenportfolios, und das Inkasso-Outsourcing, das im Auftrag des Kunden ein gebührenpflichtiges Inkasso von Schulden bietet, das sich auf Verbraucher- und Unternehmenskredite konzentriert. Das Unternehmen bietet Dienstleistungen für Finanzinstitute und große Unternehmenskunden an. Es verwaltet unter anderem Forderungen von Banken, Kreditvermittlern, Leasinggesellschaften und Anbietern digitaler Plattformen. Die Geschäftstätigkeit des Unternehmens konzentriert sich auf Polen, Rumänien, die Tschechische Republik, die Slowakei, Italien, Spanien und Deutschland. Zu den Tochterunternehmen des Unternehmens zählen unter anderem die Kruk Deutschland GmbH, Presco Investments Sarl und Espand Soluciones de Gestion und Recuperacion de Deuda SL.
KRUK wurde 1998 gegründet. Ende 2017 waren in allen Unternehmen der KRUK-Gruppe fast 3000 Mitarbeiter beschäftigt. Die Aktie des Unternehmens wird seit dem 10. Mai 2011 an der Warschauer Wertpapierbörse gehandelt und ist in deren Leitindex WIG30 gelistet. Sie war auch bis zum 29. Januar 2025 im Nebenwerteindex mWIG40 gelistet.
KRUK verfügt über ein Ethikzertifikat, das die Übereinstimmung der Geschäftspraktiken des Unternehmens mit den Best Practice der Vereinigung der Finanzunternehmen in Polen (Związek Przedsiębiorstw Finansowych w Polsce - ZPF) feststellt. Das Unternehmen unterzieht sich einmal im Jahr einer ethischen Prüfung durch die Ethikkommission der ZPF, um die Einhaltung der Grundsätze für bewährte Verfahren zu überprüfen.